# Crucidava
Crucidava és un gènere monotípic de papallones nocturnes de la subfamília Drepaninae creada per Holloway el 1998. La seva única espècie, Crucidava annulifera, va ser descrita pel mateix autor el mateix any, i es troba a Borneo i possiblement a la península de Malaca. El seu hàbitat són els boscos de baixa muntanya.
L'envergadura alar és de 8 a 9 mm. Els adults són blancs, marcats amb grisos i amb distintius anells discals de gris a cada ala.